# Кастельбель-і-ал-Біла
Кастельбе́ль-і-ал-Біла́ (кат. Castellbell i el Vilar) - муніципалітет, розташований в Автономній області Каталонія, в Іспанії. Код муніципалітету за номенклатурою Інституту статистики Каталонії - 80538. Знаходиться у районі (кумарці) Бажас (коди району - 07 та BG) провінції Барселона, згідно з новою адміністративною реформою перебуватиме у складі Баґарії (округи) Центральна Каталонія. 

## Населення
Населення міста (у 2007 р.) становить 3.479 осіб (з них менше 14 років - 13,9%, від 15 до 64 - 68,6%, понад 65 років - 17,4%). У 2006 р. народжуваність склала 43 особи, смертність - 37 осіб, зареєстровано 18 шлюбів. У 2001 р. активне населення становило 1.384 особи, з них безробітних - 110 осіб.

Серед осіб, які проживали на території міста у 2001 р., 2.088 народилися в Каталонії (з них 1.411 осіб у тому самому районі, або кумарці), 689 осіб приїхало з інших областей Іспанії, а 136 осіб приїхало з-за кордону. 

Університетську освіту має 6,7% усього населення. 

У 2001 р. нараховувалося 1.061 домогосподарство (з них 21,3% складалися з однієї особи, 27,6% з двох осіб,22,1% з 3 осіб, 18,7% з 4 осіб, 7,4% з 5 осіб, 2,4% з 6 осіб, 0,2% з 7 осіб, 0,2% з 8 осіб і 0,2% з 9 і більше осіб).

Активне населення міста у 2001 р. працювало у таких сферах діяльності : у сільському господарстві - 2,7%, у промисловості - 39,4%, на будівництві - 13,3% і у сфері обслуговування - 44,7%. 

 У муніципалітеті або у власному районі (кумарці) працює 1.144 особи, поза районом - 571 особа.

### Безробіття
У 2007 р. нараховувалося 171 безробітний (у 2006 р. - 164 безробітних), з них чоловіки становили 35,7%, а жінки - 64,3%.

## Економіка

### Підприємства міста

#### Промислові підприємства
| \| Промислові підприємства міста, за сферою діяльності \| Промислові підприємства міста, за сферою діяльності \| Промислові підприємства міста, за сферою діяльності \| \| Рік \| 2002 р. \| 2001 р. \| \| --------------------------------------------------- \| --------------------------------------------------- \| --------------------------------------------------- \| \| Енергетичні та водні ресурси \| 11,5% \| 10% \| \| Хімія та метали \| 5,8% \| 6% \| \| Переробка металів \| 25% \| 24% \| \| Продукти харчування \| 13,5% \| 14% \| \| Текстиль \| 25% \| 26% \| \| Виробництво меблів, видання \| 17,3% \| 18% \| \| Інше \| 1,9% \| 2% \| \| Усього підприємств \| 52 \| 50 \| |         |         |
| Промислові підприємства міста, за сферою діяльності |         |         |
| Рік | 2002 р. | 2001 р. |
| Енергетичні та водні ресурси | 11,5%   | 10%     |
| Хімія та метали | 5,8%    | 6%      |
| Переробка металів | 25%     | 24%     |
| Продукти харчування | 13,5%   | 14%     |
| Текстиль | 25%     | 26%     |
| Виробництво меблів, видання | 17,3%   | 18%     |
| Інше | 1,9%    | 2%      |
| Усього підприємств | 52      | 50      |

#### Роздрібна торгівля
| \| Підприємства роздрібної торгівлі міста, за сферою діяльності \| Підприємства роздрібної торгівлі міста, за сферою діяльності \| Підприємства роздрібної торгівлі міста, за сферою діяльності \| \| Рік \| 2002 р. \| 2001 р. \| \| ------------------------------------------------------------ \| ------------------------------------------------------------ \| ------------------------------------------------------------ \| \| Продукти харчування \| 47,4% \| 47,4% \| \| Одяг та взуття \| 13,2% \| 15,8% \| \| Товари для дому \| 13,2% \| 13,2% \| \| Книги та періодичні видання \| 0% \| 0% \| \| Промислова хімічна продукція \| 7,9% \| 7,9% \| \| Продукція, пов'язана з транспортними засобами \| 2,6% \| 2,6% \| \| Інше \| 15,8% \| 13,2% \| \| Усього підприємств \| 38 \| 38 \| |         |         |
| Підприємства роздрібної торгівлі міста, за сферою діяльності |         |         |
| Рік | 2002 р. | 2001 р. |
| Продукти харчування | 47,4%   | 47,4%   |
| Одяг та взуття | 13,2%   | 15,8%   |
| Товари для дому | 13,2%   | 13,2%   |
| Книги та періодичні видання | 0%      | 0%      |
| Промислова хімічна продукція | 7,9%    | 7,9%    |
| Продукція, пов'язана з транспортними засобами | 2,6%    | 2,6%    |
| Інше | 15,8%   | 13,2%   |
| Усього підприємств | 38      | 38      |

#### Сфера послуг
| \| Підприємства міста, що працюють у сфері послуг, за діяльністю \| Підприємства міста, що працюють у сфері послуг, за діяльністю \| Підприємства міста, що працюють у сфері послуг, за діяльністю \| \| Рік \| 2002 р. \| 2001 р. \| \| ------------------------------------------------------------- \| ------------------------------------------------------------- \| ------------------------------------------------------------- \| \| Гуртова торгівля \| 15,3% \| 14,9% \| \| Готелі та готельний бізнес \| 24,7% \| 23% \| \| Транспорт та зв'язок \| 14,1% \| 20,7% \| \| Посередницькі фінансові послуги \| 2,4% \| 2,3% \| \| Послуги підприємствам \| 2,4% \| 4,6% \| \| Послуги фізичним особам \| 32,9% \| 28,7% \| \| Нерухомість та ін. \| 8,2% \| 5,7% \| \| Усього підприємств \| 85 \| 87 \| |         |         |
| Підприємства міста, що працюють у сфері послуг, за діяльністю |         |         |
| Рік | 2002 р. | 2001 р. |
| Гуртова торгівля | 15,3%   | 14,9%   |
| Готелі та готельний бізнес | 24,7%   | 23%     |
| Транспорт та зв'язок | 14,1%   | 20,7%   |
| Посередницькі фінансові послуги | 2,4%    | 2,3%    |
| Послуги підприємствам | 2,4%    | 4,6%    |
| Послуги фізичним особам | 32,9%   | 28,7%   |
| Нерухомість та ін. | 8,2%    | 5,7%    |
| Усього підприємств | 85      | 87      |

## Житловий фонд
У 2001 р. 4% усіх родин (домогосподарств) мали житло метражем до 59 м2, 39,8% - від 60 до 89 м2, 35,9% - від 90 до 119 м2 і
20,4% - понад 120 м2.

З усіх будівель у 2001 р. 51,1% було одноповерховими, 42,2% - двоповерховими, 4,1
% - триповерховими, 2,1% - чотириповерховими, 0,2% - п'ятиповерховими, 0,2% - шестиповерховими,
0% - семиповерховими, 0,1% - з вісьмома та більше поверхами.

## Автопарк
| \| Автомобілі, зареєстровані у місті, за призначенням \| Автомобілі, зареєстровані у місті, за призначенням \| Автомобілі, зареєстровані у місті, за призначенням \| \| Рік \| 2006 р. \| 2005 р. \| \| -------------------------------------------------- \| -------------------------------------------------- \| -------------------------------------------------- \| \| Приватні автомобілі \| 64% \| 64,2% \| \| Мотоцикли \| 10,2% \| 9,3% \| \| Вантажівки \| 20,6% \| 21,9% \| \| Трактори \| 0,2% \| 0,2% \| \| Автобуси та ін. \| 5% \| 4,4% \| \| Усього автомобілів \| 2.561 шт. \| 2.493 шт. \| |           |           |
| Автомобілі, зареєстровані у місті, за призначенням |           |           |
| Рік | 2006 р.   | 2005 р.   |
| Приватні автомобілі | 64%       | 64,2%     |
| Мотоцикли | 10,2%     | 9,3%      |
| Вантажівки | 20,6%     | 21,9%     |
| Трактори | 0,2%      | 0,2%      |
| Автобуси та ін. | 5%        | 4,4%      |
| Усього автомобілів | 2.561 шт. | 2.493 шт. |

## Вживання каталанської мови
У 2001 р. каталанську мову у місті розуміли 96,2% усього населення (у 1996 р. - 95,6%), вміли говорити нею 79,6% (у 1996 р. - 
81,8%), вміли читати 75,2% (у 1996 р. - 79,5%), вміли писати 53,6
% (у 1996 р. - 52,5%). Не розуміли каталанської мови 3,8%.

## Політичні уподобання
У виборах до Парламенту Каталонії у 2006 р. взяло участь 1.469 осіб (у 2003 р. - 1.633 особи). Голоси за політичні сили розподілилися таким чином:
| \| Вибори до Парламенту Каталонії \| Вибори до Парламенту Каталонії \| Вибори до Парламенту Каталонії \| \| Рік \| 2006 р. \| 2003 р. \| \| -------------------------------------- \| ------------------------------ \| ------------------------------ \| \| Конвергенція та Єднання (CiU) \| 37,2% \| 35,9% \| \| Соціалістична партія Каталонії (PSC) \| 29,3% \| 34,7% \| \| Народна партія (PP) \| 6,9% \| 8,5% \| \| Ініціатива за зелену Каталонію (IC) \| 5,9% \| 2,9% \| \| Республіканська лівиця Каталонії (ERC) \| 17,3% \| 17,3% \| \| Громадянська партія (C's) \| 1,2% \| 0% \| \| Інші \| 2,2% \| 0,8% \| |         |         |
| Вибори до Парламенту Каталонії |         |         |
| Рік | 2006 р. | 2003 р. |
| Конвергенція та Єднання (CiU) | 37,2%   | 35,9%   |
| Соціалістична партія Каталонії (PSC) | 29,3%   | 34,7%   |
| Народна партія (PP) | 6,9%    | 8,5%    |
| Ініціатива за зелену Каталонію (IC) | 5,9%    | 2,9%    |
| Республіканська лівиця Каталонії (ERC) | 17,3%   | 17,3%   |
| Громадянська партія (C's) | 1,2%    | 0%      |
| Інші | 2,2%    | 0,8%    |

У муніципальних виборах у 2007 р. взяло участь 1.622 особи (у 2003 р. - 1.729 осіб). Голоси за політичні сили розподілилися таким чином:
| \| Муніципальні вибори \| Муніципальні вибори \| Муніципальні вибори \| \| Рік \| 2007 р. \| 2003 р. \| \| -------------------------------------- \| ------------------- \| ------------------- \| \| Конвергенція та Єднання (CiU) \| 23,6% \| 29,2% \| \| Соціалістична партія Каталонії (PSC) \| 42,7% \| 56,9% \| \| Народна партія (PP) \| 2,3% \| 3,6% \| \| Ініціатива за зелену Каталонію (IC) \| 0% \| 0% \| \| Республіканська лівиця Каталонії (ERC) \| 7,2% \| 10,2% \| \| Громадянська партія (C's) \| 0% \| 0% \| \| Інші \| 24,2% \| 0% \| |         |         |
| Муніципальні вибори |         |         |
| Рік | 2007 р. | 2003 р. |
| Конвергенція та Єднання (CiU) | 23,6%   | 29,2%   |
| Соціалістична партія Каталонії (PSC) | 42,7%   | 56,9%   |
| Народна партія (PP) | 2,3%    | 3,6%    |
| Ініціатива за зелену Каталонію (IC) | 0%      | 0%      |
| Республіканська лівиця Каталонії (ERC) | 7,2%    | 10,2%   |
| Громадянська партія (C's) | 0%      | 0%      |
| Інші | 24,2%   | 0%      |